# Wereldkampioenschappen kunstschaatsen 1935
De Wereldkampioenschappen kunstschaatsen 1935 werden gevormd door drie toernooien die door de Internationale Schaatsunie werden georganiseerd.
Voor de vrouwen was het de 23e editie. Dit kampioenschap vond plaats op 8 en 9 februari in Wenen, Oostenrijk. Wenen was voor de zevende keer gaststad voor een WK toernooi, voor de vierde keer voor de vrouwen. Oostenrijk was voor de achtste keer het gastland, in 1908 was Troppau gaststad voor het mannen en vrouwentoernooi.
Voor de mannen was het de 33e editie, voor de paren de 21e. Deze kampioenschappen vonden plaats op 16 en 17 februari op de ijsbaan Városligeti Müjégpálya in het stadspark van Boedapest, Hongarije. Boedapest was voor de derde maal gaststad, voor Hongarije gold dit als gastland. In 1909 werd het vrouwentoernooi er georganiseerd toen het land nog deel uitmaakte van Oostenrijk-Hongarije, in 1929 de toernooien voor vrouwen en paren.

## Deelname
Er namen deelnemers uit acht landen deel aan deze kampioenschappen. Zij vulden 24 startplaatsen in.
(Tussen haakjes het totaal aantal startplaatsen in de drie toernooien.)
| Oostenrijk (7) Hongarije (6) Verenigd Koninkrijk (4) Noorwegen (2) | Polen (2) Duitse Rijk (1) Finland (1) Zweden (1) |

## Medailleverdeling
Bij de mannen prolongeerde Karl Schäfer de wereldtitel, het was zijn zesde titel oprij. Hiermee evenaarde hij de prestatie van Sonja Henie die de titel van 1927-1932 zes keer oprij won. Het was zijn negende medaille, in 1927 werd hij derde en in 1928 en 1929 tweede. De mannen op de plaatsen twee en drie, respectievelijk Jack Dunn en Dénes Pataky, behaalden hun eerste medaille. Dunn behaalde de tweede zilveren medaille namens het Verenigd Koninkrijk in het mannentoernooi, in 1902 won Madge Syers-Cave de eerste. Het was de vierde Britse medaille in totaal in het mannentoernooi, Edgar Syers (1899) en John Page (1926) behaalden brons. Pataky behaalde de vierde medaille voor Hongarije bij de mannen, in 1910, 1912 en 1913 behaalde Sandor Szende ook driemaal brons.
Bij de vrouwen prolongeerde Sonja Henie de wereldtitel, het was haar negende titel oprij. Ze vestigde hiermee een uniek record, Ulrich Salchow won zijn eerste negen titels bij de mannen met een onderbreking (1901-1905 + 1907-1910). Cecilia Colledge won met de zilveren medaille haar eerste eremetaal. Vivi-Anne Hultén behaalde de bronzen medaille, eerder won ze in 1933 de zilveren medaille.
Bij de paren veroverden Rotter/Szollás voor de vierde keer en derde jaar oprij de wereldtitel, in 1931 behaalden ze hun eerste titel. Het was hun vijfde medaille, in 1932 werden ze tweede. Broer en zus Pausin behaalden met de zilveren medaille hun eerste medaille. Hetzelfde gold voor de bronzenmedaillewinnaars, het paar Gallo/Dillinger.
| Discipline | Goud                           | Zilver                     | Brons                        |
| ---------- | ------------------------------ | -------------------------- | ---------------------------- |
| Mannen     | Karl Schäfer                   | Jack Dunn                  | Dénes Pataky                 |
| Vrouwen    | Sonja Henie                    | Cecilia Colledge           | Vivi-Anne Hultén             |
| Paren      | Emília Rotter / László Szollás | Ilse Pausin / Erich Pausin | Lucy Gallo / Rezső Dillinger |

## Uitslagen
pc = plaatsingcijfer
| #      | naam (deelname)     | land                                      | pc |
| ------ | ------------------- | ----------------------------------------- | -- |
| Goud   | Karl Schäfer (9)    | Vlag van Oostenrijk                       | 8  |
| Zilver | Jack Dunn           | Vlag van Verenigd Koninkrijk              | 15 |
| Brons  | Dénes Pataky        | Vlag van Hongarije (1915-1918, 1919-1946) | 15 |
| 4      | Graham Sharp (2)    | Vlag van Verenigd Koninkrijk              | 21 |
| 5      | Markus Nikkanen (6) | Vlag van Finland (1918-1978)              | 25 |
| 6      | Elémer Terták (2)   | Vlag van Hongarije (1915-1918, 1919-1946) | 25 |
| 7      | Erich Erdös         | Vlag van Oostenrijk                       | 36 |
| 8      | Ferenc Kertész      | Vlag van Hongarije (1915-1918, 1919-1946) | 38 |

| #      | naam (deelname)           | land                         | pc   |
| ------ | ------------------------- | ---------------------------- | ---- |
| Goud   | Sonja Henie (11)          | Vlag van Noorwegen           | 7    |
| Zilver | Cecilia Colledge (3)      | Vlag van Verenigd Koninkrijk | 17   |
| Brons  | Vivi-Anne Hultén (5)      | Vlag van Zweden              | 22   |
| 4      | Hedy Stenuf               | Vlag van Oostenrijk          | 30   |
| 5      | Gweneth Butler            | Vlag van Verenigd Koninkrijk | 38   |
| 6      | Herta Dexler              | Vlag van Oostenrijk          | 42   |
| 7      | Nanne Egedius (4)         | Vlag van Noorwegen           | 40.5 |
| 8      | Helga Schrittwieser-Dietz | Vlag van Oostenrijk          | 55.5 |

| Acht paren uit vier landen namen dit jaar deel aan het WK, waaronder zes debuterende. \| # \| naam (deelname) \| land \| pc \| \| ------ \| ---------------------------------------- \| ----------------------------------------- \| ---- \| \| Goud \| Emelie Rotter (5) László Szollás (5) \| Vlag van Hongarije (1915-1918, 1919-1946) \| 5 \| \| Zilver \| Ilse Pausin Erich Pausin \| Vlag van Oostenrijk \| 12.5 \| \| Brons \| Lucy Gallo Rezső Dillinger \| Vlag van Hongarije (1915-1918, 1919-1946) \| 14.5 \| \| 4 \| Piroska Szekrényessy Attila Szekrényessy \| Vlag van Hongarije (1915-1918, 1919-1946) \| 25.5 \| \| 5 \| Zofia Bilorówna (2) Tadeusz Kovalsky (2) \| Vlag van Polen (1928-1980) \| 26 \| \| 6 \| Wally Hampel Otto Weiss \| Vlag van Duitsland (1933-1935) \| 27 \| \| 7 \| Liese Kianek Adolf Rosdol \| Vlag van Oostenrijk \| 31 \| \| 8 \| Barbara Chachlewska Alfred Theuer \| Vlag van Polen (1928-1980) \| 38.5 \| |                                          |                                           |      |
| # | naam (deelname)                          | land                                      | pc   |
| Goud | Emelie Rotter (5) László Szollás (5)     | Vlag van Hongarije (1915-1918, 1919-1946) | 5    |
| Zilver | Ilse Pausin Erich Pausin                 | Vlag van Oostenrijk                       | 12.5 |
| Brons | Lucy Gallo Rezső Dillinger               | Vlag van Hongarije (1915-1918, 1919-1946) | 14.5 |
| 4 | Piroska Szekrényessy Attila Szekrényessy | Vlag van Hongarije (1915-1918, 1919-1946) | 25.5 |
| 5 | Zofia Bilorówna (2) Tadeusz Kovalsky (2) | Vlag van Polen (1928-1980)                | 26   |
| 6 | Wally Hampel Otto Weiss                  | Vlag van Duitsland (1933-1935)            | 27   |
| 7 | Liese Kianek Adolf Rosdol                | Vlag van Oostenrijk                       | 31   |
| 8 | Barbara Chachlewska Alfred Theuer        | Vlag van Polen (1928-1980)                | 38.5 |

Medaillewinnaars

Mannen · 
Vrouwen ·
Paren · 
IJsdansen

 Toernooi

1896 · 
1897 · 
1898 · 
1899 · 
1900 · 
1901 · 
1902 · 
1903 · 
1904 · 
1905 · 
1906 · 
1907 · 
1908 · 
1909 · 
1910 · 
1911 · 
1912 · 
1913 · 
1914 · 
1915-1921 · 
1922 · 
1923 · 
1924 · 
1925 · 
1926 · 
1927 · 
1928 · 
1929 · 
1930 · 
1931 · 
1932 · 
1933 · 
1934 · 
1935 · 
1936 · 
1937 · 
1938 · 
1939 ·
1940-1946 · 
1947 · 
1948 · 
1949 · 
1950 · 
1951 · 
1952 · 
1953 · 
1954 · 
1955 · 
1956 · 
1957 · 
1958 · 
1959 · 
1960 · 
1961 · 
1962 · 
1963 · 
1964 · 
1965 · 
1966 · 
1967 · 
1968 · 
1969 · 
1970 · 
1971 · 
1972 · 
1973 · 
1974 · 
1975 · 
1976 · 
1977 · 
1978 · 
1979 · 
1980 · 
1981 · 
1982 · 
1983 · 
1984 · 
1985 · 
1986 · 
1987 · 
1988 · 
1989 · 
1990 · 
1991 · 
1992 · 
1993 · 
1994 · 
1995 ·
1996 · 
1997 · 
1998 · 
1999 · 
2000 · 
2001 · 
2002 · 
2003 · 
2004 · 
2005 · 
2006 ·
2007 ·
2008 ·
2009 ·
2010 ·
2011 ·
2012 ·
2013 ·
2014 ·
2015 ·
2016 ·
2017 ·
2018 ·
2019 · 
2020 · 
2021 ·
2022 ·
2023 ·
2024

 ISU-kampioenschappen

WK kunstschaatsen junioren ·
EK kunstschaatsen ·
Viercontinentenkampioenschap ·
Olympische Spelen